# Ruvaal

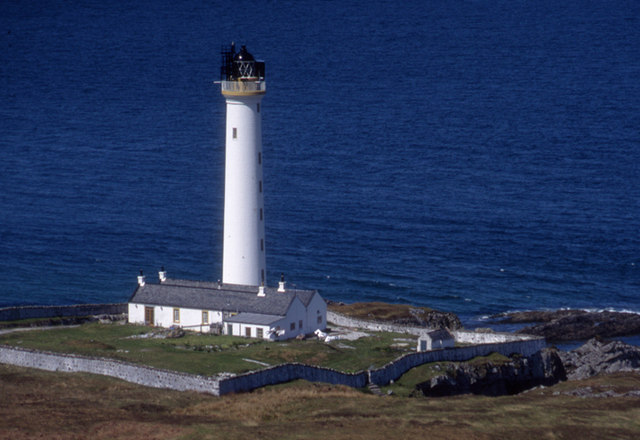
Leuchtturm am Ruvaal

Ruvaal, auch Rhuvaal oder gälisch Rubh’ a’ Mhail ist ein Kap im Nordosten der Hebrideninsel Islay und markiert deren nördlichsten Punkt. Es liegt an der Atlantikküste etwa neun Kilometer südöstlich der Insel Oronsay und markiert die Einfahrt in den Islay-Sund, der Islay von der an dieser Stelle fünf Kilometer entfernten Nachbarinsel Jura trennt. Der Fährhafen Port Askaig liegt etwa 10 km südlich. Drei Kilometer südwestlich befindet sich mit dem 364 m hohen Sgarbh Breac die höchste Erhebung dieses Teils der Insel.

## Leuchtturm
An Ruvaal errichteten die Geschwister Thomas und David Stevenson im Jahre 1859 einen Leuchtturm. Der Bau des 36 m hohen und 5,8 m durchmessenden Turms kostete 7437 £. Der Scheinwerfer ist etwa 31 km weit sichtbar. Die für die Leuchtturmwärter nahebei errichteten Behausungen sollen einem Bericht aus der Zeit der Fertigstellung zufolge eher an „Hundehütten“ erinnern.